# Бедень (Харгіта)
Бедень, Бедені (рум. Bădeni) — село у повіті Харгіта в Румунії. Входить до складу комуни Мертініш.
Село розташоване на відстані 206 км на північ від Бухареста, 39 км на південний захід від М'єркуря-Чука, 147 км на південний схід від Клуж-Напоки, 65 км на північ від Брашова.

## Населення
За даними перепису населення 2002 року у селі проживали 214 осіб, усі — угорці. Усі жителі села рідною мовою назвали угорську.